# The Escapist – Raus aus der Hölle
The Escapist – Raus aus der Hölle ist ein britisch-irischer Spielfilm aus dem Jahr 2008. Der Debütfilm des Regisseurs Rupert Wyatt handelt vom Gefängnisinsassen Frank und dessen Ausbruchsversuch. Das Markante des Filmes sind die zwei Handlungsstränge, die abwechselnd erzählt werden.
Premiere feierte der Film 2008 auf dem Sundance Film Festival. In Deutschland wurde er auf dem Filmfestival Britspotting in Berlin gezeigt. Am 20. Juni 2008 erschien The Escapist – Raus aus der Hölle in den britischen Kinos; in den USA am 2. April 2009.

## Handlung
Der zu lebenslanger Haft verurteilte Frank beschließt nach 14 Jahren aus dem Gefängnis auszubrechen. Anlass für diesen Entschluss ist seine 21 Jahre alte Tochter, die er nach einer Überdosis Drogen nicht mehr alleine lassen will. Um seinen Plan umsetzen zu können, rekrutiert er seinen „Knastbruder“ Brodie, den brutalen Lenny und Viv Batista. Kurz bevor der Ausbruch ansteht, bekommt Frank Besuch von seiner Frau, die wortlos in Tränen ausbricht; es scheint klar zu sein, dass seine Tochter nun doch schon an einer Überdosis gestorben ist. Die Gruppe kann sich durch eine dünne Wand im Beichtstuhl der Gefängniskapelle einen Weg in das Entlüftungs- und Abwassersystem des Gefängnisses bahnen. Dabei hilft ihnen ein von Frank angefertigter Abdruck des Kapellenschlüssels und ein Diamant aus einem ausgeschlagenen Zahn. Nur zwei aus der Gruppe schaffen es schließlich bis zu einem U-Bahn-Tunnel. Da Frank schon zu Beginn des Fluchtversuchs von dem Knastkönig Rizza aus Rache für dessen getöteten Bruder Tony schwer verletzt wird, bricht er auf dem Weg in die Freiheit letztlich zusammen und verblutet. In der Schlussszene des Films begegnet Frank dann doch noch unverletzt seiner Tochter, allerdings als Schulmädchen im Teenageralter. In einer Rückblende wird klar, dass er die Verletzung nicht überlebt hat, sondern seine Fluchtteilnahme angesichts seines nahen Todes nur phantasiert hat.

## Besondere stilistische Mittel
Die Geschichte des Gefängnisausbruches wird in zwei Handlungsstränge geteilt. Der eine beginnt kurz vor dem Entschluss Franks auszubrechen und beschreibt die Planung. Der zweite setzt zu Beginn des Films mit dem aktiven Ausbruch ein. Die Handlungsstränge werden abwechselnd erzählt.

## Erwähnenswertes
Der Film wurde in 26 Tagen gedreht. Die Statisten im Gefängnis waren zum Großteil Laiendarsteller und ehemalige Häftlinge, welche die Filmcrew mit Informationen aus dem realen Gefängnisalltag unterstützten. Die Uraufführung des Filmes fand bereits im Januar 2007 in Großbritannien statt.
Die britische Band Coldplay widmete dem Film ihren gleichnamigen Song The Escapist. Er befindet sich als Hidden Track auf dem Album Viva la Vida or Death and All His Friends.

## Rezeption
„Der in vielen Rückblenden spannend erzählte Gefängnis-Thriller lässt zwar den Stilwillen seines Regisseurs erkennen, ist aber nicht vor zahlreichen Klischees gefeit. Das engagierte Spiel der guten Darsteller macht dies weitgehend wett.“